# Svenska Amerika Linien
Die Svenska Amerika Linien (SAL) (deutsch Schwedische Amerika Linie) war eine Reederei mit Sitz in Göteborg. Sie wurde im Dezember 1914 als Rederiaktiebolaget Sverige-Nordamerika gegründet und nahm 1915 die Linienschifffahrt zwischen Göteborg und New York City auf. Im Jahr 1925 änderte sie ihren Namen in Svenska Amerika Linien.

## Geschichte
Mit der Gripsholm setzte die SAL ab 1925 einen der ersten Transatlantikliner mit einem Dieselmotorenantrieb ein. Drei Jahre später wurde das Schwesterschiff Kungsholm in Dienst gestellt. Nach dem Zweiten Weltkrieg wurde der Liniendienst 1946 wieder aufgenommen. Im gleichen Jahr fusionierte SAL mit der Svenska Amerika Mexiko Linien (SAML) und übernahm deren Frachtschiffe. Durch den zunehmenden transatlantischen Luftverkehr stellte die SAL 1975 ihren Personenverkehr ein und 1986 wurde auch das letzte Containerschiff verkauft.

## Schiffe
Die nachfolgende Liste führt Schiffe auf, die, soweit bekannt, für die Svenska Amerika Linien im Dienst waren.
| Name              | Baujahr | Dienstzeit SAL | Typ              | Tonnage   | Anmerkungen                                                                                                | Bild |
| ----------------- | ------- | -------------- | ---------------- | --------- | --- | ---- |
| Stockholm         | 1900    | 1915–1928      | Passagierschiff  | 12835 BRT | |      |
| Drottningholm     | 1905    | 1920–1946      | Passagierschiff  | 11285 BRT | |      |
| Kungsholm         | 1902    | 1923–1924      | Passagierschiff  | 12500 BRT | |      |
| Borgholm          | 1899    | 1924–1934      | Fähre            | 518 BRT   | 1924 erworben, 1934 nach Dänemark verkauft und 1953 dort abgewrackt                                        |      |
| Gripsholm         | 1925    | 1925–1954      | Passagierschiff  | 19105 BRT | |      |
| Kungsholm         | 1928    | 1928–1942      | Passagierschiff  | 21250 BRT | |      |
| Kastelholm        | 1929    | 1929–1952      | Fähre            | 921 BRT   | Neubau, 1939–1945 aufgelegt, 1952 verkauft und 1975 abgewrackt                                             |      |
| Marieholm         | 1934    | 1934–1940      | Fähre            | 1162 BRT  | Neubau, 1940 an die schwedische Marine verkauft, 1979 aufgelegt und seit 1985 Restaurantschiff in Göteborg |      |
| Stockholm         | 1938    |                | Passagierschiff  | 30390 BRT | Neubau, vor der Indienststellung durch ein Feuer zerstört                                                  |      |
| Stockholm         | 1941    |                | Passagierschiff  | 30390 BRT | Neubau, vor der Indienststellung nach Italien verkauft und 1944 nach Luftangriff gesunken                  |      |
| Braheholm         | 1920    | 1946–1950      | Frachtschiff     | 5676 BRT  | 1946 von SAML übernommen, 1950 verkauft und 1959 abgewrackt                                                |      |
| Danaholm          | 1939    | 1946–1963      | Frachtschiff     | 3643 BRT  | 1946 von SAML übernommen, 1963 verkauft und 1972 abgewrackt                                                |      |
| Ragnhildsholm     | 1929    | 1946–1952      | Frachtschiff     | 2871 BRT  | 1946 von SAML übernommen, 1952 verkauft und 1970 abgewrackt                                                |      |
| Rydboholm         | 1946    | 1946–1963      | Frachtschiff     | 4711 BRT  | Neubau, 1963 verkauft und 1978 abgewrackt                                                                  |      |
| Krageholm         | 1943    | 1946–1967      | Frachtschiff     | 3654 BRT  | 1946 von SAML übernommen, 1967 verkauft und 1971 im Nordatlantik gesunken                                  |      |
| Laholm            | 1942    | 1946–1960      | Frachtschiff     | 1632 BRT  | 1946 von SAML übernommen, 1960 verkauft und 1978 abgewrackt                                                |      |
| Tunaholm          | 1938    | 1946–1963      | Frachtschiff     | 2647 BRT  | 1946 von SAML übernommen, 1963 verkauft und 1972 abgewrackt                                                |      |
| Uddeholm          | 1945    | 1946–1963      | Frachtschiff     | 4815 BRT  | 1946 von SAML übernommen, 1963 verkauft und 1977 nach einer Grundberührung vor Somalia gesunken            |      |
| Sparreholm        | 1944    | 1946–1967      | Frachtschiff     | 3639 BRT  | 1946 von SAML übernommen, 1967 verkauft und 1974 abgewrackt                                                |      |
| Stegeholm         | 1939    | 1946–1962      | Frachtschiff     | 4699 BRT  | 1946 von SAML übernommen, 1962 verkauft und 1978 abgewrackt                                                |      |
| Svaneholm         | 1930    | 1946–1954      | Frachtschiff     | 2899 BRT  | 1946 von SAML übernommen, 1954 verkauft und 1972 abgewrackt                                                |      |
| Tidaholm          | 1943    | 1946–1967      | Frachtschiff     | 4313 BRT  | 1946 von SAML übernommen, 1967 verkauft und 1978 abgewrackt                                                |      |
| Trolleholm        | 1946    | 1946–1962      | Frachtschiff     | 4430 BRT  | 1946 von SAML übernommen, 1962 verkauft, 1964 in Le Havre durch ein Feuer zerstört und 1965 abgewrackt     |      |
| Tunaholm          | 1938    | 1946–1963      | Frachtschiff     | 2647 BRT  | 1946 von SAML übernommen, 1963 verkauft und 1972 abgewrackt                                                |      |
| Vasaholm          | 1930    | 1946–1954      | Frachtschiff     | 4259 BRT  | 1946 von SAML übernommen, 1954 verkauft und 1973 abgewrackt                                                |      |
| Vretaholm         | 1943    | 1946–1960      | Frachtschiff     | 4720 BRT  | 1946 von SAML übernommen, 1960 verkauft und 1974 abgewrackt                                                |      |
| Marieholm         | 1947    | 1947–1958      | Tanker           | 11966 BRT | Neubau, 1958 verkauft und 1974 abgewrackt                                                                  |      |
| Stockholm         | 1948    | 1948–1959      | Passagierschiff  | 12165 BRT | 1960 verkauft, 1992 Totalumbau, bis 2020 im Kreuzfahrtdienst                                               |      |
| Maltesholm        | 1951    | 1951–1969      | Frachtschiff     | 4694 BRT  | Neubau, 1969 verkauft und 1981 gesunken                                                                    |      |
| Kungsholm         | 1953    | 1953–1965      | Passagierschiff  | 21164 BRT | 1965 verkauft, 1985 verschrottet                                                                           |      |
| Vasaholm          | 1955    | 1955–1967      | Frachtschiff     | 6232 BRT  | Neubau, 1967 verkauft und 1979 nach einer Grundberührung vor Brasilien gesunken                            |      |
| Gripsholm         | 1957    | 1957–1975      | Passagierschiff  | 23191 BRT | 1975 verkauft, 2001 auf dem Weg zur Abwrackwerft gesunken                                                  |      |
| Kronoholm         | 1958    | 1958–1967      | Tanker           | 16696 BRT | Neubau, 1967 verkauft und 1984 abgewrackt                                                                  |      |
| Stureholm         | 1957    | 1959–1967      | Frachtschiff     | 8720 BRT  | 1959 erworben, 1967 verkauft und 1979 abgewrackt                                                           |      |
| Odensholm         | 1962    | 1962–1972      | Frachtschiff     | 6922 BRT  | Neubau, 1972 verkauft und 1991 abgewrackt                                                                  |      |
| Vretaholm         | 1962    | 1962–1971      | Frachtschiff     | 6909 BRT  | Neubau, 1971 an COSCO verkauft                                                                             |      |
| Blankaholm        | 1962    | 1962–1971      | Frachtschiff     | 6914 BRT  | Neubau, 1971 an COSCO verkauft                                                                             |      |
| Marieholm         | 1963    | 1963–1966      | Frachtschiff     | 8488 BRT  | Neubau, 1966 verkauft und 1985 abgewrackt                                                                  |      |
| Sagaholm          | 1963    | 1963–1967      | Frachtschiff     | 6916 BRT  | Neubau, 1967 verkauft und 2005 aus dem Schiffsregister gestrichen                                          |      |
| Kungsholm         | 1966    | 1966–1975      | Passagierschiff  | 26677 BRT | 1975 verkauft, 2015 verschrottet                                                                           |      |
| Atlantic Saga     | 1967    | 1967–1986      | Containerschiff  | 12231 BRT | Neubau, 1986 verkauft und 1987 abgewrackt                                                                  |      |
| Lindblad Explorer | 1969    | 1972–1980      | Kreuzfahrtschiff | 2480 BRT  | 2007 gesunken                                                                                              |      |
| Mont Royal        | 1972    | 1972–1985      | Containerschiff  | 4262 BRT  | Neubau, 1985 an Bore Line verkauft und 2004 abgewrackt                                                     |      |